# Claudio Abbado
Claudio Abbado (Milano, 26. lipnja 1933. – Bologna, 20. siječnja 2014.) bio je talijanski dirigent.

## Životopis
Od 1977. godine Claudio Abbado je bio ravnatelj milanske Scale, zatim šef dirigent Londonskog simfonijskog orkestra i od 1986. godine ravnatelj Državne opere u Beču. Od 1989. do 2002. bio je šef dirigent Berlinskih filharmoničara. Ravnao je Novogodišnjim koncertima Bečkih filharmoničara 1988. i 1991. godine. Bio je izvrstan interpret klasičnog simfonijskog repertoara te opera Rossinija, Bellinija i Verdija.

## Nagrade i priznanja
- 1958. – nagrada Koussevitzky Glazbenog centra Tanglewood (engl. Tanglewood Music Center)[1]
- 1963. – 1. nagrada na Međunarodnom natjecanju dirigenata Dimitri Mitropoulos u New Yorku[1]
- 1973. – Mozart-Medaille društva Mozartgemeinde Wien, promicatelja lika i djela Wolfganga Amadeusa Mozarta[2]
- 1984. – Veliki križ, orden zasluga za Republiku Italiju (tal. Cavaliere di Gran Croce Ordine al Merito della Repubblica Italiana)[3]
- 1985. – Zlatna medalja Gustav Mahler (njem. Die goldene Mahler-Medaille)[4]
- 1994. – Glazbena nagrada Ernst von Siemens Bavarske akademije umjetnosti[5]
- 1994. – Počasni prsten Grada Beča (njem. Ehrenring der Stadt Wien)
- 1994. – Veliko zlatno odlikovanje za zasluge za Republiku Austriju (njem. Ehrenzeichen für Verdienste um die Republik Österreich)[6]
- 1997. – Zlatna medalja za zasluge u kulturi i umjetnosti Republike Italije (tal. Medaglia d'oro ai benemeriti della cultura e dell'arte)[3]
- 1997. – nagrada Grammy u kategoriji za najbolju izvedbu komornog ansambla: Claudio Abbado i Berlinski filharmoničari – Paul Hindemith: Kammermusik No. 1, op. 24.[7]
- 2001. – nagrada Zaklade Würth i Glazbene mladeži Njemačke (njem. Würth-Preis der Jeunesses Musicales Deutschland)[8]
- 2002. – njemački predsjednik Johannes Rau dodijelio je Abbadu Veliki križ za zasluge sa zvijezdom (njem. Großes Verdienstkreuz mit Stern) za iznimna umjetnička postignuća[9]
- 2002. – nagrada njemačkoga Udruženja kritičara (njem. Deutscher Kritikerpreis)[10]
- 2003. – Praemium Imperiale[11]
- 2003. – nagrada Grammy u kategoriji za najbolju vokalnu izvedbu za album Franz Schubert: Lieder with Orchestra / Anne Sofie von Otter i Thomas Quasthoff (solisti), Claudio Abbado i Chamber Orchestra of Europe[12]
- 2004. – nagrada Kythera istoimene njemačke kulturne zaklade za osobite zasluge u promicanju suradnje Njemačke i romanskih zemalja[13]
- 2005. – nagrada Grammy u kategoriji za najbolju solističku izvedbu (s orkestrom) za album Beethoven: Piano Concertos Nos. 2 & 3 / Martha Argerich, Claudio Abbado i Mahler Chamber Orchestra[7]
- 2005. – počasni građanin Grada Luzerna[14]
- 2013. – talijanski predsjednik Giorgio Napolitano proglašava Abbada doživotnim senatorom Republike Italije[15]

## Vanjske poveznice

### Sestrinski projekti
|  | Zajednički poslužitelj ima još gradiva o temi Claudio Abbado |

### Mrežna sjedišta
- Luzerne Festival - Claudio Abbado (životopis)  Arhivirana inačica izvorne stranice od 2. kolovoza 2012. (Wayback Machine) (engl.) (njem.) (fr.)
- EMI CLASSICS – Claudio Abbado (životopis, diskografija...) (engl.)
- Deutsche Grammophon - Claudio Abbado (životopis, diskografija...)  Arhivirana inačica izvorne stranice od 15. veljače 2013. (Wayback Machine) (engl.) (njem.) (šp.) (fr.) (jap.)
- Berlinski filharmoničari: Povijest orkestra - Die Ära Claudio Abbado  Arhivirana inačica izvorne stranice od 31. prosinca 2013. (Wayback Machine) (njem.) (engl.)